# Eparchie mohyliv-podilská
Eparchie Mohyliv-Podilskyj je eparchie ukrajinské pravoslavné církve Moskevského patriarchátu.

## Území a titul biskupa
Zahrnuje správní hranice území Kryžopilského, Podilskomohylivského, Murovanokuryliveckého, Piščanského, Tomašpilského, Černiveckého, Šarhorodského a Jampilského rajónu Vinnycké oblasti.
Eparchiálnímu biskupovi náleží titul biskup mohyliv-podilský a šarhorodský.

## Historie
V letech 1921–1922 existoval mohylivský vikariát podilské eparchie.
Dne 5. ledna 2013 Svatý synod Ukrajinské pravoslavné církve zřídil samostatnou mohyliv-podilskou eparchii.

## Seznam biskupů

### Mohylivský vikariát podilské eparchie
- 1921–1922 Lollij (Jurjevskij)

### Eparchie mohyliv-podilská
- od 2013 Agapit (Bevcyk)